# Bernard Tschumi
Bernard Tschumi, né à Lausanne le 25 janvier 1944[réf. nécessaire], de nationalités française et suisse, est architecte et professeur à la Graduate School of Architecture, Planning and Preservation de l'université Columbia, à New York.

## Biographie
Fils de l'architecte suisse Jean Tschumi, l'architecte franco-suisse Bernard Tschumi vit et travaille à Paris et à New York. Son parcours d'architecte s'enracine aussi bien dans l'enseignement que dans la recherche théorique. Après des études d'architecture à l'École polytechnique fédérale de Zurich (jusqu’en 1969), il enseigne à l’Architectural Association de Londres (1970 à 1980), puis à l’Université de Princeton (1980-1981), ainsi qu’à la Cooper Union (1980-1983) et enfin à l’université Columbia à New York dont il est le doyen de la Faculté d'Architecture, Planning and Preservation entre 1988 et 2003. 
Son père décède le jour de ses 18 ans. 
Il est l'auteur de plusieurs livres et essais théoriques, notamment les Manhattan Transcripts, Architecture and Disjunction, la série Event-Cities et, plus récemment, Architecture Concepts : Red Is Not a Color. 
Quinze ans de recherches théoriques précèdent l’entrée en architecture de Bernard Tschumi. Lauréat du concours international, celui portant sur le Parc de La Villette à Paris, Bernard Tschumi est devenu depuis un constructeur réputé qui compte à son actif une grande variété de réalisations, allant de l’école d’art du Fresnoy jusqu’au nouveau musée de l'Acropole à Athènes, en passant par le siège de Vacheron-Constantin à Genève, le Lerner Hall de l'université Columbia à New York, le Zénith de Rouen, l’école d’architecture de l’université de Floride à Miami, le condominium Blue à New York, la salle de spectacle du Rocher de Palmer de Cenon ou encore le Zénith de Limoges. Il est également auteur avec Luca Merlini du projet "Interface Flon" à Lausanne. En 2014-2015, il inaugure quatre chantiers : le Parc zoologique de Paris, le Carnal Hall, en Suisse, le Haagse Passage à La Haye, aux Pays-Bas, et le second bâtiment du siège de Vacheron Constantin à Genève.
Le grand prix national d'architecture décerné à Bernard Tschumi en 1996 récompense une œuvre exigeante et singulière, ainsi que la pensée, les théories, les recherches et l’enseignement (notamment à l'université Columbia de New York) de l'architecte. Éditée ou édifiée, l'œuvre de Tschumi se fonde sur une trilogie lumineuse, mouvement/action/espace, laquelle mêle, en toutes circonstances, conscience intellectuelle et expérience physique. En mai 2011, la passerelle de la gare de La Roche-sur-Yon réalisée par Bernard Tschumi en collaboration avec Hugh Dutton reçoit le « Condé Nast traveller's innovation and design award » dans la catégorie infrastructure . 
Il a fait l'objet de plusieurs expositions personnelles, notamment au MoMA de New York (1994) et à la Biennale de Venise (2006). En 2014, le Centre Pompidou consacre à son œuvre une grande exposition rétrospective.

## Liste des projets
Cette liste regroupe les projets, les commandes, les concours, les études - bâtis ou non - de Bernard Tschumi.
- 1974 : Fireworks Londres
- 1976 - 1978 : Advertisement for Architecture
- 1976 - 1977 : Joyce's Garden
- 1976 - 1978 : Screenplays
- 1976 - 1981 : The Manhattan Transcripts
- 1979 - 1982 : 20th-Century Follies
- 1981 : Sequential House
- 1982 - 1998 : Parc de la Villette à Paris
- 1983 : Tête-Défense
- 1986 : Hôtel du département à Strasbourg
- 1986 : Nouveau théâtre national de Tokyo
- 1987 : Loft à New York
- 1987 : Future Park, Flushing Meadows (avec SOM) à New York
- 1988 : Amerik-Gedenkbibliotek à Berlin
- 1988 : Spoortunel à Rotterdam
- 1988 : Deconstructivist Architecture Exhibition, MoMA à New York
- 1988 : Aéroport international du Kansai à Osaka
- 1988 - 2009 : Ponts-ville à Lausanne
- 1988 : Vieux Port à Montréal
- 1989 : Bibliothèque nationale de France à Paris
- 1989 : Zentrum fur Kunst und MedientecHnologie (ZKM) à Karlsruhe
- 1989 : Nouvelle cité industrielle à Völklinger
- 1990 : Siège social d'Arbed à Esch-sur-Alzette
- 1990 : Glass Video Gallery à Groningue
- 1990 : Exposition « Art et publicité » à Paris
- 1990 : Neues Berlin
- 1991 : Kyoto JR Railway Station
- 1991 : Zénith à Tours
- 1991 : Jardin d'entreprises Chartres
- 1991 - 1997 : Le Fresnoy à Tourcoing
- 1991 : Quartier des États-Unis à Lyon
- 1991 : Kongresshauss à Salzbourg
- 1992 : Feu d'artifice à Paris
- 1992 : Spartan Villa à La Haye
- 1993 : Organisation météorologique mondiale à Genève
- 1993 : Extension de l'École polytechnique fédérale de Lausanne
- 1994 - 1999 : Alfred J. Lerner Student Center, Columbia University à New York
- 1994 - 1999 : École d'architecture de la ville et des territoires à Marne-la-Vallée
- 1994 : Renault, île Seguin à Boulogne-Billancourt
- 1994 : Franklin Furnace Gallery à New York
- 1994 : Exposition « Space and Event », MoMA à New York
- 1995 : Grand magasin K-Polis à Zurich
- 1995 : Pôle d’échange gare du Flon (avec Merlini + Ventura) à Lausanne
- 1997 : MoMA Expansion à New York
- 1997 : Frac Pays-de-la-Loire à Nantes
- 1998 : Ambassade de France à Pretoria
- 1998 - 2001 : Zénith et Centre d'expositions à Rouen
- 1998 : Contemporary Art Center à Cincinnati
- 1999 - 2003 : FIU School of Architecture à Miami
- 1999 : Urban Glass House à New York
- 1999 : Centre omnisports à Metz
- 1999 : Organisation mondiale de la propriété intellectuelle à Genève
- 1999 : Cité internationale à Lyon
- 2000 : Vélodrome à Aulnay-sous-Bois
- 2000 : Agenza Spaziale Italiana à Rome
- 2000 : Museum aan de Stroom à Anvers
- 2000 : Downsview Park à Toronto
- 2000 : Museum for African Art à New York
- 2000 : Carnegie Science Center à Pittsburgh
- 2000 : Ponte Parodi à Gênes
- 2000 : Centre d'expositions à Angoulême
- 2000 : Opéra et Vélodrome à Mouilleron-le-Captif
- 2000 : Entrée de l'American Museum of Natural History
- 2001 - 2009 : Musée de l'Acropole à Athènes
- 2001 : Electronic Media and Performing Arts Center à Troy
- 2001 : Cité Euroméditerranée à Marseille
- 2001 : Palais des sports à Issy-les-Moulineaux
- 2001 - 2004 : Vacheron Constantin Siège social et manufacture à Genève
- 2001 : Museu de Arte Contemporânea à Sao Paulo
- 2001 - 2006 : Richard E. Linder Athletics Center à Cincinnati
- 2001 : Exposition internationale 2004
- 2002 : Tri-Towers of Babel à New York
- 2002 : Musée d'Art Contemporain à Erevan
- 2002 - 2012 : MuséoParc Alésia à Alise-Sainte-Reine
- 2003 : Siège social de l'Organisation mondial du commerce à Genève
- 2003 : Zénith à Dijon
- 2003 - 2007 : Zénith à Limoges
- 2003 : Zénith à Strasbourg
- 2003 - 2008 : Station de métro M2 (avec M+V Architectes) à Lausanne
- 2003 : Complexe culturel et Centre administratif à Montréal
- 2004 - 2007 : BLUE Residential Tower à New York[3]
- 2004 : Factory 798 à Pékin
- 2004 : Extension de la technopole Sophia-Antipolis à Nice
- 2004 : Enveloppe pour l'île Seguin à Boulogne-Billancourt
- 2004 : Villas à Pékin
- 2004 : Aménagement intérieur à Pékin
- 2004 : Complexe sportif et multi-activités Montbéliard
- 2004 : West Diaoyutai Tower à Pékin
- 2004 : Architecture Fundation Center à Londres
- 2004 : Centre de livraison Airbus à Toulouse
- 2005 : Ceramic Tiles of Italy Pavillon à Orlando
- 2005 : Housing Concept Study à Abou Dabi
- 2005 : Cité du surf à Biarritz
- 2005 : Busan Film Center à Busan
- 2005 : Elliptic City IFCA à Saint-Domingue
- 2005 : Dubaï Opera House à Dubaï
- 2005 - 2014 : Nieuwe Haagse Passage à La Haye
- 2005 - 2007 : École cantonale d'art de Lausanne (ÉCAL) à Renens
- 2006 : Hôtel de ville à Toulouse
- 2006 : Pavillon de la Suisse à Venise
- 2006 - 2010 : Le Rocher de Palmer à Cenon
- 2007 - 2010 : Passerelle piétonne (avec Hugh Dutton) à La Roche-sur-Yon
- 2006 : Plan directeur pour la gare d'Austerlitz à Paris
- 2007 : Palais de justice à Aix-en-Provence
- 2007 : Sheikh Zayed National Museum à Abou Dabi
- 2007 : Extension de l'hôpital Antoine-Béclère à Clamart
- 2007 : Musée Jean-Cocteau à Menton
- 2008 : Mega-Hall à Montpelier
- 2008 : Mediapolis à Singapour
- 2008 : Typolounger
- 2008 : Banque nationale de Grèce à Athènes
- 2008 : University Student Center à Dallas
- 2008 : Centre sportif Jules Ladoumègue à Paris
- 2008 : Media Zone Master Plan à Abou Dhabi
- 2008 : Media Zone, Shabaka Option à Abou Dhabi
- 2008 : Uni-Cité à Lausanne
- 2008 : Hôtel Aprodite Astir à Athènes
- 2008 - 2014 : Parc zoologique de Paris (avec V. Descharrières et Jacqueline Osty, paysage) à Paris
- 2009 : Prince George's African-Americen Museum à Washington
- 2009 - 2014 : Carnal Hall Institut Le Rosey à Rolle
- 2009 : Siège social d'EDF à Saclay
- 2010 : Parque Atmófera à Santiago
- 2011 : Immeuble de bureaux LAIFEX à Saint-Domingue
- 2011 : Extension du siège social Vacheron Constantin à Genève
- 2011 : Zénith pour la martinique à Lamentin
- 2011 : Tianjin Center Master Plan à Tianjin
- 2011 : Musée cantonal des Beaux-Arts à Lausanne
- 2011 : OCT-LOFT Master Plan and Museum de Shenzhen
- 2012 : Centre culturel ANIMA à Grottammare
- 2012 : Ozeanium à Bâle
- 2012 : Roland-Garros à Paris
- 2012 : Cité musical de l'île Seguin à Boulogne-Billancourt
- 2013 - 2014 : Chronomanifestes, Frac Centre à Orléans
- 2013 : Khalifa Avenue Presidential Hotel à Doha
- 2013 : Campus HES-So Valais à Sion
- 2013 : Industry and Urban Planning Exhibition Center à Tianjin
- 2013 : Media Headquarters à Doha
- 2014 : Rétrospective au centre Pompidou à Paris
- 2019 : Musée des sciences de Binhai

École d'Architecture de Marne-la-Vallée
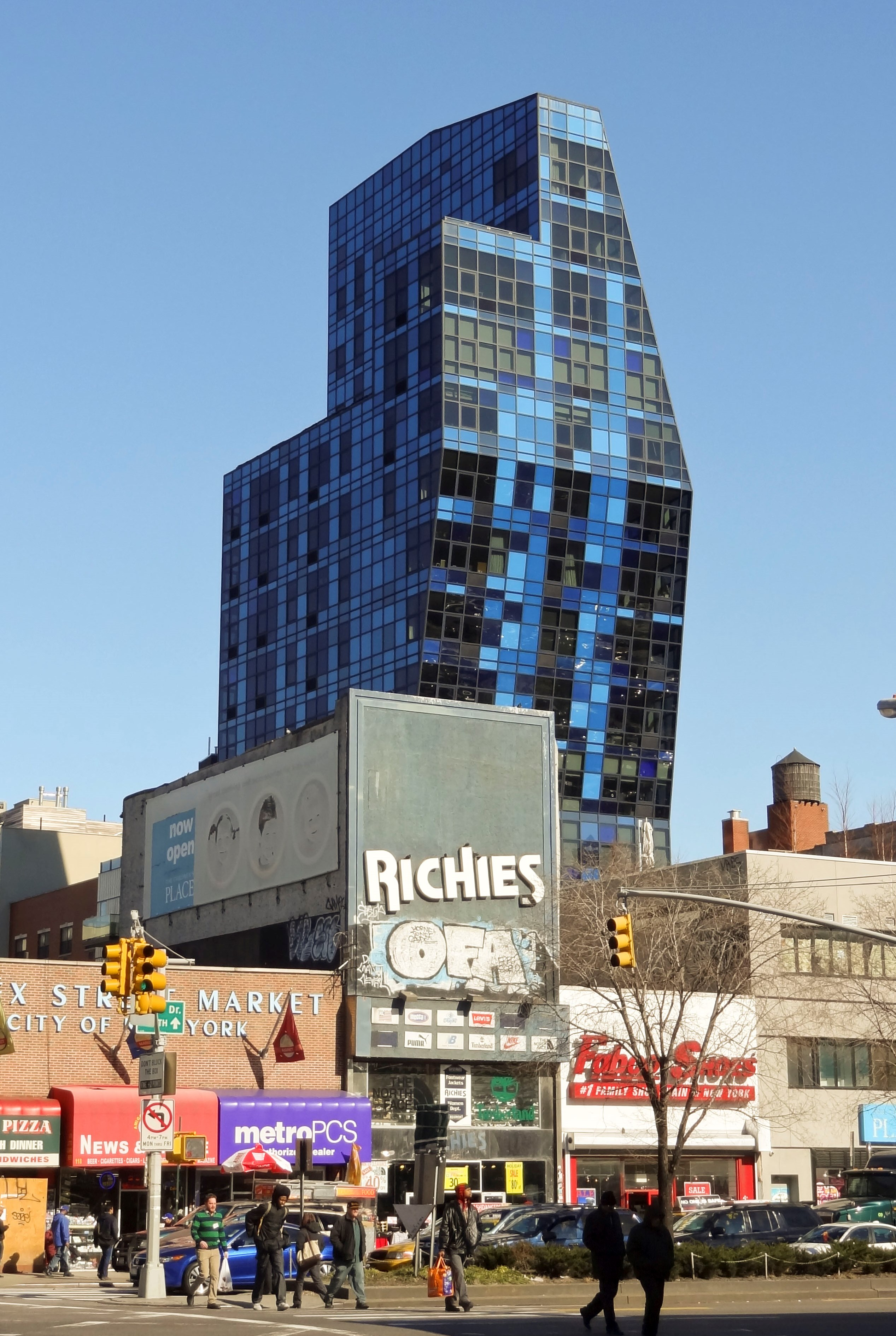
Blue Condominium, Lower East Side, New York (2007)
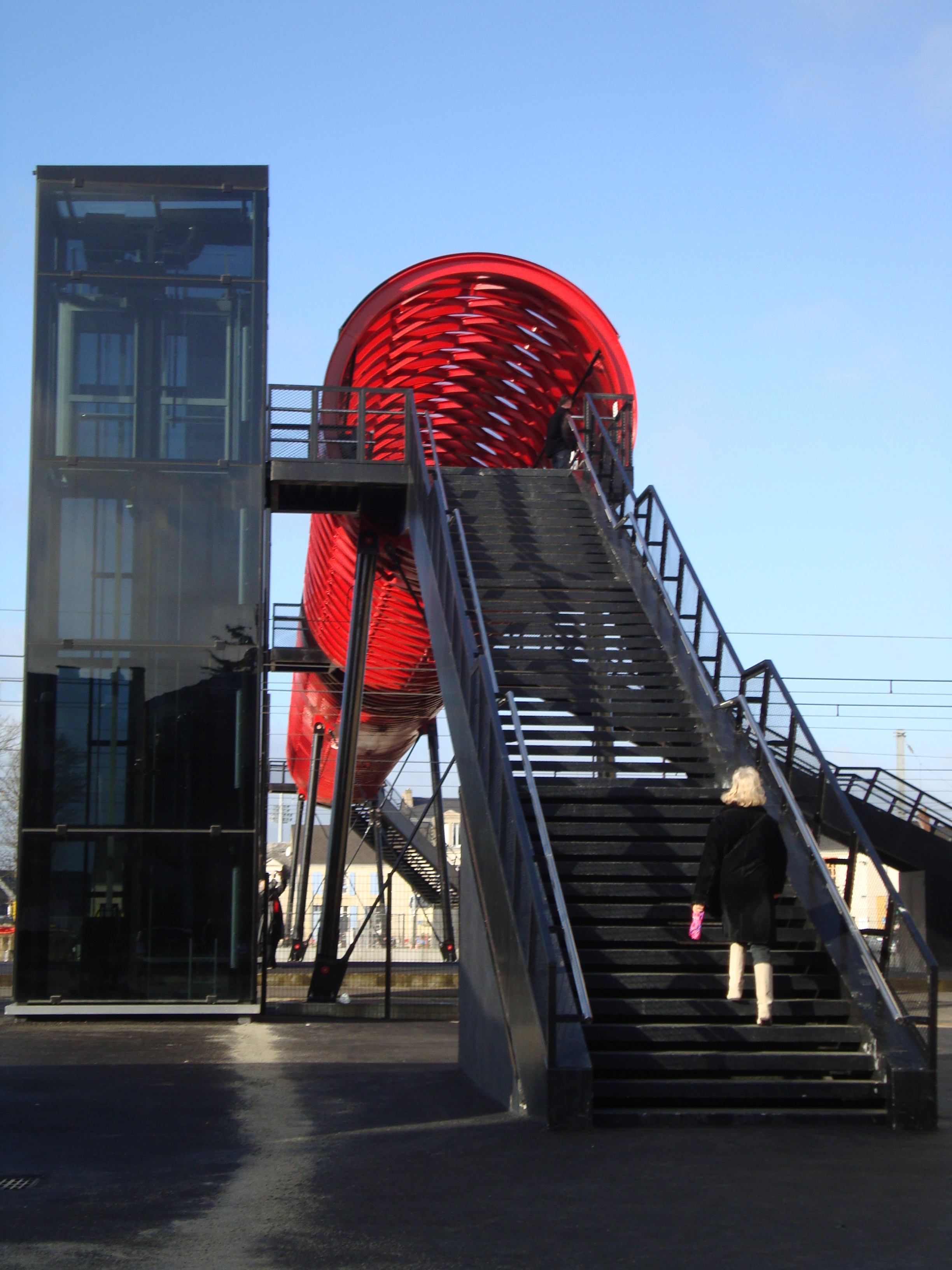
Passerelle de la gare de La Roche-sur-Yon

## Prix et distinctions
- Le second prix du concours pour l'aéroport international de Kansai (1988)

## Sources
- « Bernard Tschumi », sur la base de données des personnalités vaudoises sur la plateforme « Patrinum » de la Bibliothèque cantonale et universitaire de Lausanne.

 (mars 2014).
- archINFORM - Internationale Architektur-Datenbank
- Structurae, Bernard Tschumi (25 janvier 1944-)
- L'Hebdo, 2009/06/18, no 25, p. 38-39 & 2008/09/25, no 39, p. 38-39 & 2001/10/11, no 41, p. 40
- article à l'occasion d'une conférence Manières de penser tenue le 29 novembre 2002 à l'École d'architecture à Ecublens in 24 Heures, 2002/11/26, p. 27 avec photo de l'architecte & 2002/02/20, p. 33 & 2002/03/11, p. 31
- Bernard Tschumi : architecture in/of motion / with an introd. by Jos Bosman, Rotterdam : Netherlands Architecture Institute, cop. 1997